# Ivo Čupar
Ivo Čupar  (Brod na Savi, 29. rujna 1901. – Zagreb, 28. rujna 1981.) je bio hrvatski liječnik stomatolog, redovni član HAZU. Začetnik je čeljusne kirurgije u Hrvatskoj. 

## Životopis
U Pragu i Berlinu studirao je medicinu. Doktorirao 1928. u Berlinu. 1934. osnovao je Odjel za kirurgiju čeljusti pri Klinici za uho, grlo i nos u Zagrebu. 1939. je osnovao Stomatološku kliniku u Zagrebu u sklopu Kliničkog bolničkog centra na Šalati, koja je prva u tom djelu Europe. Bio je voditelj obiju klinika. Stomatološku kliniku će voditi do 1972. godine. Klinika će u međuvremenu promijeniti ime u Klinika za maksilofacijalnu kirurgiju (Klinika za kirurgiju lica, čeljusti i usta). U čeljusnoj kirurgiji zaslužan je za uvođenje novih protetičkih konstrukcija i operativnih zahvata.
Na zagrebačkom Medicinskom fakultetu bio je redoviti profesor. Dekan je bio akademske godine 1949./1950. 1974. godine dobio je nagradu za životno djelo.
Potakao je osnivanje Hrvatskog društva za maksilofacijalnu, plastičnu i rekonstrukcijsku kirugiju glave i vrata. 8. svibnja 1954. Čupar je okupio inicijativni odbor predstavnika maksilofacijalne i plastične kirurgije. Odobrenjem glavnog odbora Hrvatskog liječničkog zbora 16. svibnja 1954. godine osnovana je Sekcija za maksilofacijalnu i plastičnu kirurgiju, današnje Hrvatsko društvo za maksilofacijalnu, plastičnu i rekonstrukcijsku kirugiju glave i vrata. Na inicijativu prof. Čupara Sekcija je svibnja 1955. pokrenula časopis Chirurgia maxillofacialis et plastica, koji je dosegnuo međunarodni ugled i uvrštenje u Index Medicus.
Predsjedavao je Sekcijom od osnutka do 1974. godine. Dugo je godina predsjedavao Udruženjem za za maksilofacijalnu i plastičnu kirurgiju Jugoslavije.